# 福来剛
福来 剛（ふくらい つよし、1981年6月13日 - ）は、東京都出身の競艇選手。登録番号4095。身長166cm。血液型A型。87期。東京支部所属。同期に出畑孝典、福島勇樹、石橋道友らがいる。

## 来歴
- 2000年11月10日、多摩川競艇場でデビュー（5着）。
- 2006年1月24日、唐津競艇場での「G1共同通信社杯 第20回新鋭王座決定戦競走」でG1初出場。26日、3日目1RでG1初勝利[1]。
- 2006年12月31日、多摩川競艇場での「第22回多摩川カップ」で初優勝。
- 2009年11月17日、戸田競艇場での「第42回東京中日スポーツ杯」で2度目の優勝。
- 2020年3月17日から平和島競艇場で行われた第55回ボートレースクラシックでSG初出場・初勝利・初優出を果たす[2]。

## 人物・エピソード
- 江戸川競艇場でのレースに強く、2022年4月時点では72開催のレースに出場して7回優勝を果たしている[2]。